# Mengershausen
Mengershausen ist ein Ortsteil in der Gemeinde Rosdorf im Landkreis Göttingen. Zu Mengershausen gehören Tiefenbrunn und das Vorwerk Örshausen. Nachbardörfer sind Rosdorf, Lemshausen, Jühnde, Bördel und Settmarshausen.

## Geschichte
Die erste schriftliche Erwähnung datiert aus dem 9. Jahrhundert, als in den Corveyer Traditionen der Ort Meyngereshusen erwähnt wird. Der Ortsname geht auf den Personennamen Maginger zurück. Während des Mittelalters haben die umliegenden Klöster Corvey, Hilwartshausen, Nikolausberg und Weende, aber auch weltliche Herren wie die Grafen von Northeim und die Herren von Katlenburg Besitzungen in Mengershausen gehabt. Das Gebiet um das Dorf war jedoch bereits in der Jungsteinzeit besiedelt gewesen. 1904 wurde vom Göttinger Universitätsprofessor Max Verworn eine erste archäologische Grabung durchgeführt, die sich als die bislang ergiebigste herausstellte. Er fand eine Siedlung der Bandkeramiker, welche aus dem zweiten Jahrtausend vor Christi stammt und in den letzten Jahrhunderten vor Christi Geburt nochmals bewohnt war. Ein weiterer bedeutender Einzelfund wurde 1928 geborgen, als man im Sieboldshäuser Grund auf eine jungsteinzeitliche Lappenaxt stieß, die sich heute im Städtischen Museum Göttingen befindet. Zu den weiteren Funden zählen Beile, Hacken, scheibengedrehte Gefäße aus der späteren Latènezeit. Der letzte Fund, ein jungsteinzeitlicher Schuhleistenkeil, wurde 1941 im Flurstück Kleines Feld an der Straße nach Örshausen gefunden. Am 1. Januar 1973 wurde Mengershausen in die Gemeinde Rosdorf eingegliedert.

### Adelsgeschlecht

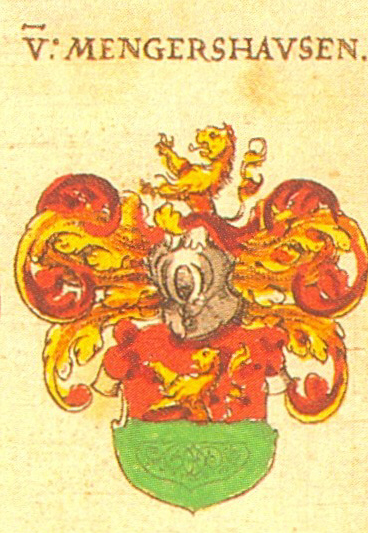
Wappen nach Siebmacher

Die von Mengershausen in Südhannover (1250–1850) sind ein südhannoversches Geschlecht, das schon im 13. Jahrhundert in Nörten, Northeim und auf Friedland genannt wird, wo sie landgebunden gesessen haben. Auf Gut Lemshausen bei Mengershausen sind sie im 16. Jahrhundert von Northeim aus ansässig geworden. Ein Zweig der Familie führt seit 1905, nunmehr in der vierten Generation, das Naturhotel „Tannerhof“ in Bayrischzell.

## Evangelische Kirche

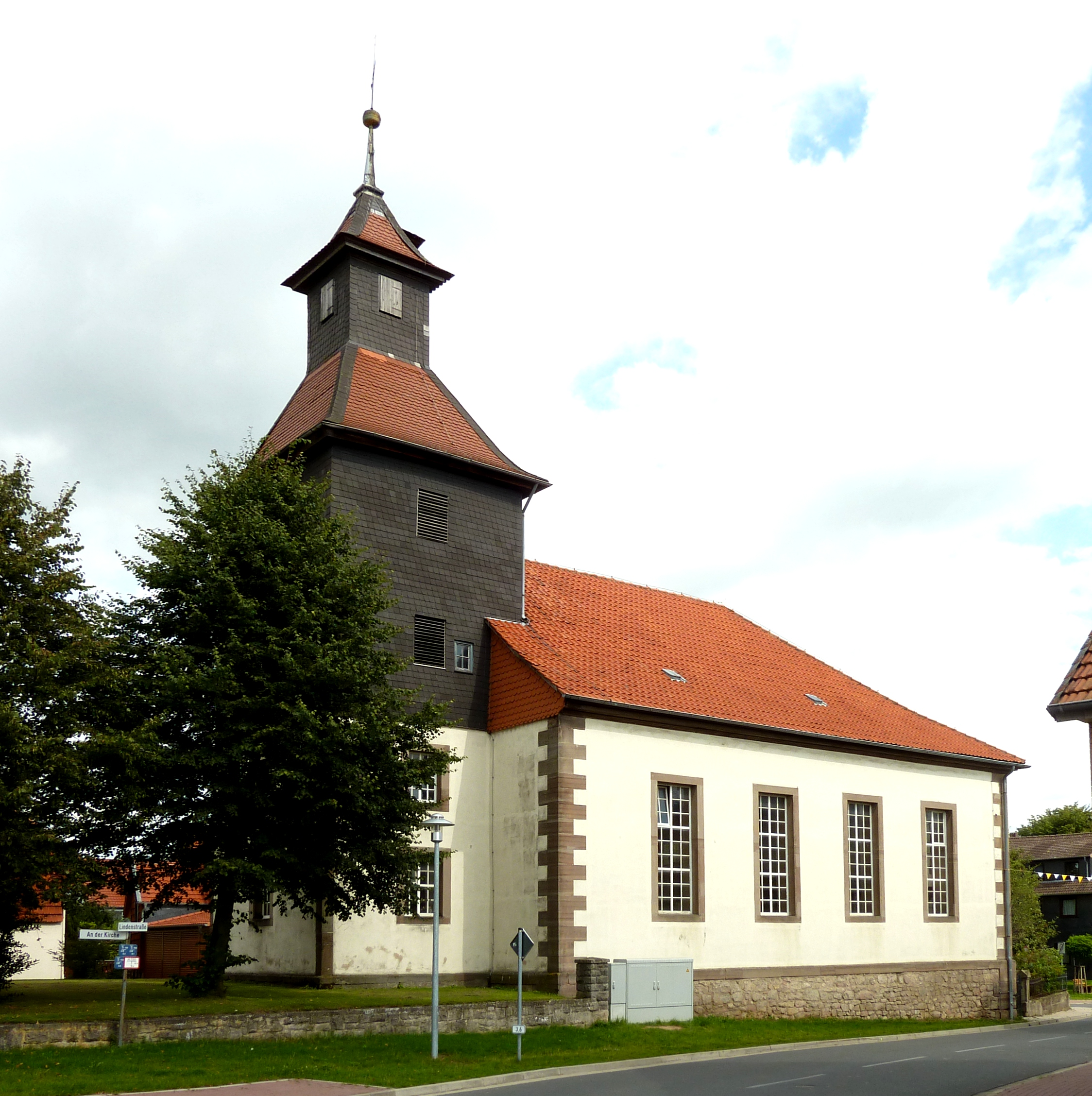
Evangelische Kirche Mengershausen

Das Gründungsjahr der Kirchengemeinde und der ersten Kirche in Mengershausen ist nicht bekannt. Im Jahr 1515 ist bekannt, dass die Weihe wegen einer Renovierung der Dorfkapelle zu Lemshausen, „St. Urban“, ist. Hier ist anzunehmen, dass die Mengershäuser Bewohner auch ein eigenes Gotteshaus hatten. 
Der Grundstein der jetzigen evangelisch-lutherischen Kirche in Mengershausen wurde am 4. September 1793 gelegt. Sie steht an städtebaulich markanter Stelle im Ortsbild an einer Straßengabelung und ist gewestet. Ihr Entwurf im strengen klassizistischen Stil des späten 18. Jahrhunderts stammt von dem in der südniedersächsischen Region namhaften Baumeister und Universitätsarchitekten Georg Heinrich Borheck und wurde 1792 bis 1795 erbaut. Die Baukosten betrugen 2279 Taler. Die Orgel wurde 1796 gebaut von Johann Wilhelm Schmerbach dem Mittleren aus Frieda bei Eschwege und gehört zu den bedeutenden Denkmalsorgeln des Landkreises. 
Die Kirche ist eine Radfahrerkirche.

## Politik

### Ortsrat
Der Ortsrat setzt sich aus fünf Ratsmitgliedern zusammen, die alle der „Wählergemeinschaft Mengershausen“ (WgM) angehören. (Stand: Kommunalwahl am 12. September 2021)

### Ortsbürgermeister
Ortsbürgermeisterin ist Gitta Rubbert (WgM), ihr Stellvertreter ist Dirk Sauerland (WgM).

## Wappen
Die Blasonierung lautet:
Der Schild von Gelb und Grün geteilt; oben ein blau bewehrter und blau bezungter wachsender roter Löwe; unten ein silberner Kreisring.
Begründung:
Durch die Wappenfigur in der oberen Schildhälfte, dem wachsenden roten Löwen, sollen die geschichtlichen Beziehungen zum Geschlecht der von Mengershausen ausgedrückt werden. Der silberne Kreisring in der unteren Schildhälfte ist das besonders kennzeichnende Eigenzeichen für Mengershausen, es versinnbildlicht äußerlich gesehen die unweit von Mengershausen sich befindliche Rasequelle, die für den Ort von besonderer wirtschaftlicher Bedeutung ist.

## Tiefenbrunn
In der zu Mengershausen gehörenden Siedlung Tiefenbrunn befindet sich das Asklepios Fachklinikum Tiefenbrunn, ein Krankenhaus für Psychotherapie, Psychiatrie und psychosomatische Medizin.

## Öffentliche Einrichtungen
- Autobahnraststätten Göttingen an der A7

## Persönlichkeiten
- Georg Gotthilf Evers (1837–1916, lutherischer Theologe, Konvertit zum Katholizismus, Buchautor und Botaniker), in Mengershausen geboren.